# Massiv (Rapper)

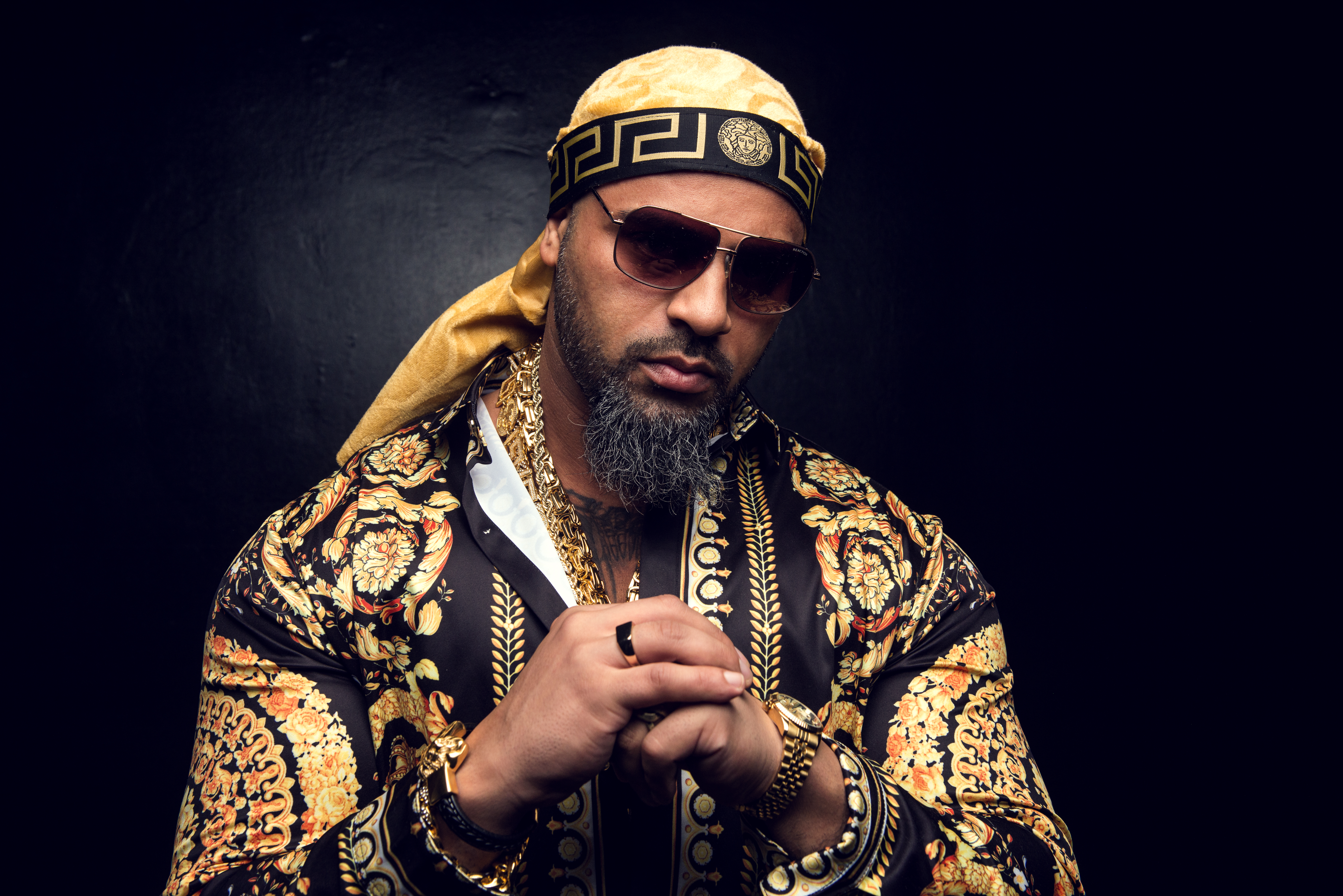
Massiv (2018)

Massiv (* 9. November 1982 in Pirmasens; bürgerlich وَسِيمْ طَهَ Wasim Taha, DMG Wasiem Taha), ehemals Pittbull, ist ein deutscher Rapper, Schauspieler und Unternehmer mit palästinensischer Familiengeschichte. Er ist in Pirmasens (Rheinland-Pfalz) aufgewachsen und lebt seit 2005 in Berlin-Wedding, wo er auch seine Rapkarriere startete und seinen ersten Künstlervertrag bei Basstards Label Horrorkore Entertainment erhielt. Später wechselte er zu Sony BMG. Nach der Trennung erschienen seine Alben über sein eigenes Independent-Label Al Massiva in Zusammenarbeit mit verschiedenen Vertrieben. Als Darsteller spielte er in der Fernsehserie 4 Blocks als Latif Hamady mit.

## Leben
Wasiem Tahas Eltern kommen ursprünglich aus Palästina und lebten als palästinensische Flüchtlinge im Libanon, bevor sie nach Deutschland zogen. Er wurde am 9. November 1982 in Pirmasens geboren und hat eine ein Jahr ältere Schwester. Die Hauptschule verließ Massiv ohne Abschluss und begann anschließend nach eigenen Angaben fünf verschiedene Berufsausbildungen, unter anderem Verfahrensmechaniker, Fliesenleger und Kaminofenbauer, die er abbrach.
Er zog 2005 nach Berlin-Wedding, um Rapper zu werden.
Er vertreibt Shisha-Tabak und betrieb unter gleichem Namen ab 9. August 2019 in Berlin-Reinickendorf Shisha-Bars, die er nach einer Razzia im Juni 2022  aufgab. 2023 gründete er ein Cannabis-Start-Up. 2023 eröffnete er in Bremen, Dortmund, Düsseldorf, Nürnberg, Offenbach und Wien Filialen seiner Dönerladen-Kette.
Massiv ist verheiratet und hat eine Tochter, über die er in seinem Lied Malika rappt.

## Musikalischer Werdegang

### Anfangsjahre
Nach diversen Demos, die er an verschiedene Labels verschickt hatte, fand er seinen Weg zu dem Independent-Label Horrorkore Entertainment, das von MC Basstard geleitet wird. MC Basstard nahm Massiv unter Vertrag und veröffentlichte mit ihm das Horrorkore Mixtape Teil 1. Im Juli 2006 folgte Massivs Debütalbum Blut gegen Blut, für welches der Rapper mit bekannten Berlinern wie MC Bogy, Sido, Bass Sultan Hengzt, B-Tight und King Orgasmus One zusammengearbeitet hat. Massiv rappt auf rohen, simplen Beats. Seine Texte bestehen meist aus der Aneinanderkettung von Teilsätzen. Der Inhalt der Texte beschreibt meist seine bzw. imaginierte Gewaltphantasien und das Leben in armen Randmilieus. Am 22. August 2006 verließ Massiv Horrorkore Entertainment jedoch einvernehmlich wieder. Gründe für die Trennung wurden nicht genannt. Massiv unterschrieb daraufhin einen Künstlervertrag bei Sony BMG. Das Label soll Medienberichten zufolge 250.000 € in Massivs Karriere investiert haben. In einem Interview erklärte der Frankfurter Rapper Azad, dass auch er Interesse hatte, Massiv bei seinem Label Bozz Music unter Vertrag zu nehmen.
Massiv hat diverse Auftritte in Videos des Labels Aggro Berlin, wie etwa in Aggro Berlin Zeit von Tony D, B-Tight und G-Hot, Der Chef von Fler oder in Straßenjunge von Sido, auf dessen zweitem Album Ich er zudem mit einem Gastbeitrag vertreten ist. Am 23. Januar 2007 trat er für den Titel Ihr habt uns so gemacht im 90-minütigen TRL XXL Sido Special mit Sido auf. Auch Bass Sultan Hengzt, Fler, Alpa Gun, DJ Werd, Peter Fox und B-Tight waren in der Sondersendung zugegen.

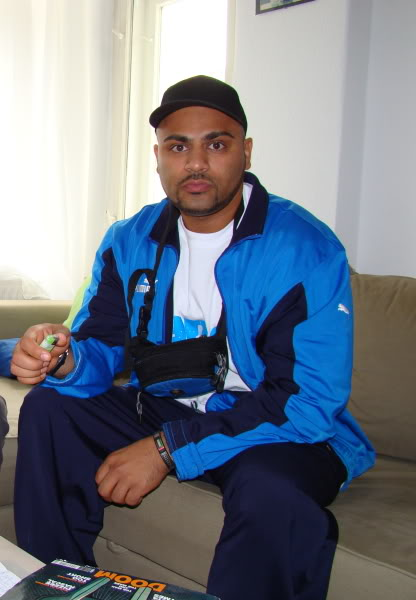
Massiv (2009)

2007 begleitete Massiv Sido bei der Halt’s-Maul-Zahl-Eintritt!-Tournee. Bei dieser 25 Städte umfassenden Tour war der Rapper in sieben Städten vor Ort. Neben den bekanntesten Songs von Blut gegen Blut stellte er dabei erstmals seine neue Single Wenn der Mond in mein Ghetto kracht vor. Massiv berichtete auf der Tour außerdem, dass er sein eigenes Label Al Massiva gegründet habe, das einen Löwenkopf als Firmenlogo trägt.

### Erste Erfolge und steigende mediale Berichterstattung
In der Spiegel-Ausgabe vom 16. April 2007 erschien ein fünfseitiger Bericht über Gangster-Rap im Allgemeinen und Massiv im Speziellen. Darin wurde unter anderem von den Umständen seines Sony-Vertrags gesprochen. Am 6. Mai 2007 wurde außerdem in der RTL-Sendung Spiegel TV ein Bericht über Massiv ausgestrahlt. Massiv, seine Mutter und verschiedene Sony-Mitarbeiter, die im Bereich Marketing tätig sind, kamen darin zu Wort.
Am 13. Juli 2007 erschien Massivs Soloalbum Blut gegen Blut als Re-Release. Darauf wurden sieben Gastbeiträge der ursprünglichen Album-Version durch neue Strophen ersetzt und weitere Titel hinzugefügt. Blut gegen Blut Re-Release stieg auf Platz 55 der deutschen Album-Charts ein. Drei Tage vor der Veröffentlichung des Albums war Massiv in der MTV-Show Urban TRL zu Gast, die er mitmoderierte. Das Video zu Massivs erster Single konnte in dieser und in weiteren Ausgaben der MTV-Sendung Platz 1 der TRL Most Wanted-Charts erreichen. Die Single Wenn der Mond in mein Ghetto kracht bescherte dem Berliner Platz 44 der deutschen Singlecharts.
Vom 25. Oktober bis zum 14. November 2007 war Massiv auf der Ein-Mann-ein-Wort-Tournee. Diese sollte auf die Veröffentlichung des zweiten Soloalbums, welches von Sony im Februar 2008 veröffentlicht wurde, vorbereiten. Auf der zwölf Städte umfassenden Tour wurde der Rapper von den Hip-Hop-Musikern DJ Desue und Beirut begleitet. Am 2. Februar 2008 erschien das zweite Studioalbum Ein Mann, ein Wort. Die Premium Edition des Albums war bereits in der dritten Januarwoche auf der Internetseite Amazon.de ausverkauft. Als erste Single wurde das Stück Weißt du wie es ist? ausgekoppelt. Das Video wurde, nachdem es zuvor mehrfach Platz 1 der TRL Most Wanted der MTV-Show Total Request Live erreicht hatte, aufgrund diverser Zuschauerbeschwerden am 29. Januar 2008 mit einer Tagessperre belegt und darf seitdem nur noch nachts ausgestrahlt werden. Ein Mann, ein Wort wurde in der ersten Verkaufswoche 6.500 Mal verkauft und konnte damit Platz 18 der Media-Control-Charts erreichen. In der Schweiz wurde nach der ersten Verkaufswoche Platz 25 und in Österreich Platz 66 der jeweiligen Charts belegt.
Ende 2008 absolvierte Massiv gemeinsam mit weiteren internationalen Rappern im Auftrag des deutschen Goethe-Instituts sowie einiger Kultureinrichtungen aus Dänemark, Frankreich und Großbritannien eine Tournee durch Palästina. Diese wurde mit European-Palestinian Hip Hop Concert Tour tituliert und führte die Hip-Hop-Musiker durch Dschenin, Nablus, Ramallah und Betlehem. Die Intention der Auftritte war, dass die dortigen Jugendlichen einen gewaltfreien Lebensweg kennenlernen sollten. Massiv trug seine Stücke zwar in deutscher Sprache vor, aber sie wurden in arabischer Übersetzung den Zuschauern zugänglich gemacht. Während der Rapper seinen Auftrag, in der Region aufzutreten, als „ein Privileg, eine Ehre, etwas ganz Besonderes, als Palästinenser dort hinzureisen und auftreten zu dürfen“, ansah, wurde die Auswahl Massivs etwa durch Markus Löning, dem europapolitischen Sprecher der FDP-Bundestagsfraktion, kritisiert: „Es ist mir ein absolutes Rätsel, wie das Goethe-Institut auf die Idee kommen konnte, Auftritte eines solchen Rappers in dieser von Gewalt zerrissenen Region mit staatlichem Geld zu unterstützen.“

### Trennung von Sony BMG
Am 10. September 2009 gab Massiv die Trennung von seinem Label Sony BMG bekannt. Al Massiva habe sich in den vorangegangenen Jahren „enorm entwickelt“ und im Rahmen der Veröffentlichungen von Ein Mann, ein Wort und Meine Zeit verschiedene Aufgabenfelder selbstständig ausgefüllt. Einige Tage später folgte die Bekanntmachung des Berliner Independent-Labels Fight 4 Music, dass Massivs Alben künftig über diese Plattform erscheinen werden. Geschäftsführer MinOr El-Fares erklärte, Massiv sei ein „sehr talentierter Künstler“, in dem „noch sehr viel Potential“ stecke. Ein negatives Resümee über die Zeit bei Sony BMG zog Massivs Manager, der erklärte, dass der Vertrag bei Sony BMG für den Rapper „nichts gebracht“ habe. Das Majorlabel habe etwa nicht für die nötige Vermarktung oder Fernsehauftritte gesorgt. Als erste Veröffentlichung über Fight 4 Music ist Massivs Album Der Ghettotraum in Handarbeit am 6. November 2009 erschienen. Das erste Video war der Titel Eiszeit, auf dem auch Basstard zu hören ist. Weitere Gastbeiträge auf Massivs neuem Album wurden von Sido und Kollegah beigesteuert. Am 16. November 2009 gab Massiv bekannt, dass es große Vertriebsprobleme bei der Veröffentlichung seines Albums gab. Es soll nicht überall erhältlich gewesen sein und teilweise erst mit vier Tagen Verspätung. Kurze Zeit später beendete Massiv die Zusammenarbeit mit dem Vertrieb Fight4Music.
Im Rahmen der Bundestagswahl 2009 organisierte die Internetseite 16bars.de ein Treffen Massivs mit Cem Özdemir, dem Bundesvorsitzenden der Partei Bündnis 90/Die Grünen. Dabei führten sie ein Interview und fuhren gemeinsam durch Berlin. 16bars.de stellte die Begegnung in fünf Teilen in der Woche der Bundestagswahl ins Internet. Zudem engagierte sich Massiv, neben Markus Kavka und Joe Rilla, für die „Geh-nicht-wählen“-Kampagne, die zur Nutzung des Stimmrechts bei der Bundestagswahl aufruft.
Am 28. Januar 2011 veröffentlichte Massiv das Soloalbum Blut gegen Blut II. Dieses stellt den Nachfolger zum ersten Teil dar, der 2006 veröffentlicht wurde. Als Gastmusiker sind Bass Sultan Hengzt, Farid Bang, Haftbefehl, Beirut, Silla, MC Basstard, King Orgasmus One, Saad, Nazar und Automatikk enthalten. Videos erschienen zu Roll das R/Ghettolied 2011/Blas den Lauf meiner AK, Massaka-Kokain (mit Haftbefehl), Die Sterne, die aufs Ghetto knallen (mit Silla) und 100.000 Kinder träumen. Zudem trat Massiv im Rahmen der Webserie Halt die Fresse auf, wo er gemeinsam mit Beirut den Song Wedding 65 präsentierte. Im Herbst folgte das Album Eine Kugel reicht nicht, auf dem unter anderem Kollegah und Farid Bang als Gäste auftreten.

### Autobiografie und textliche Entschärfung

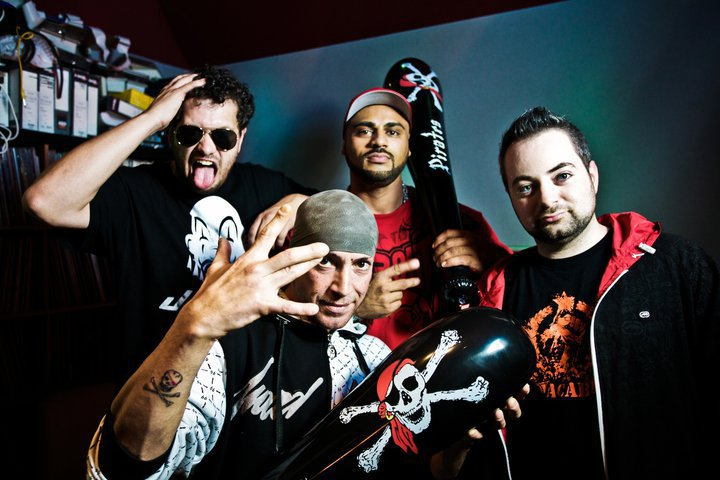
King Orgasmus One, Playboy 51, Massiv und Basstard

Massiv veröffentlichte gemeinsam mit der Autorin Mariam Noori am 12. Oktober 2012 seine Autobiografie mit dem Titel Massiv: Solange mein Herz schlägt. Das Buch schaffte es kurz nach Veröffentlichung in die Top 10 der Spiegel-Bestseller-Charts und rangierte auf Platz 10 (KW44/2012). Zudem erschien parallel zur Biografie das gleichnamige Album Solange mein Herz schlägt. Ein Jahr später schloss er mit Blut gegen Blut 3 die Trilogie zu seinem Debütalbum ab. Das brachiale Album wartet unter anderem mit Celo & Abdi, Haftbefehl, Schwesta Ewa, Nazar, Eko Fresh und Summer Cem als Gastrapper auf. Auf seinem folgenden Album M10 probierte er sich erstmals stilistisch an Trap aus.
Anfang 2015 kündigte Massiv einen Bruch in seinen musikalischen Stilmitteln an. So sei er zu dem Entschluss gekommen, „dass das was ich bisher gemacht habe, musikalisch nicht dem entspricht was mein heutiges Leben widerspiegelt, deswegen bin ich zu dem Entschluss gekommen einen krassen Schnitt durch mein Leben zu machen, um mit mir selbst im Reinen zu sein.“ Es gebe für ihn nichts Wichtigeres, „als mit sauberen Gedanken in den Spiegel zu schauen, ohne dass man sich Vorwürfe machen muss, ob das alles in Ordnung ist, was man den Kids mit auf den Weg“ gebe. Seine Musik solle in erster Linie Menschen verbinden, motivieren und berühren.
Er wolle auch weiterhin harten Straßenrap machen, von nun an aber ohne Beleidigungen und Schimpfwörter.
Als Ergebnis dieser Neuausrichtung erschien am 29. Mai 2015 Ein Mann ein Wort 2. Das vollständig von Abaz produzierte Album verzichtet komplett auf Gastrapper. Mit Verurteilt/Ich wollte nicht nach Syrien, Märtyrer, Küsse den Boden auf dem Mama läuft, Ein Mann ein Wort 2 und Freiheit begleiteten fünf Singles die Veröffentlichung. Ab 2016 avancierte J. S. Kuster zu Massivs Stammproduzenten. Raubtier erschien im Sommer über Al Massiva und stieg auf Platz 8 der Album-Charts ein. Erneut wurde die Veröffentlichung mit mehreren Singles beworben. So erschienen Tyson & Ali, Die Straße hat mich nie geliebt, Mein Dschungel, Hassliebe und All you can eat.

### Schauspielerei und Gründung von Qualität’er Music
Im Frühjahr 2017 trat Massiv in 4 Blocks erstmals als Schauspieler in Erscheinung. Mit Latif Hamady übernahm er eine der Hauptrollen in der deutschen Dramaserie. In einem Interview mit Ajouré erklärte er, dass er bereits vorher Anfragen von „größeren und kleineren Projekten“ erhalten hatte, aber erst die Rolle in 4 Blocks „wie die Faust aufs Auge“ gepasst hätte. Zudem wies er auf die Unterschiede zwischen Film und der Musik hin: „Bei der Schauspielerei ist es so, dass du etwas ablieferst, dann nach Hause gehst und erst Monate später weißt, ob das, was du da gemacht hast, gut oder schlecht war. Beim Rappen lieferst du ab, kannst es am selben Tag noch hören und dann direkt schauen, was du vielleicht noch ändern möchtest.“
Mit Turbo präsentierte Massiv im April die erste Single zu BGB X, dem vierten Album der Blut-gegen-Blut-Reihe. Das Album erschien am 11. August 2017 über Al Massiva und erreichte Platz 8 der deutschen Charts. Als weitere Singles erschienen Flashbackk, Sirene und Manhattan. Kurz vor dem Start der zweiten Staffel 4 Blocks veröffentlichte Massiv sein dreizehntes Album M10 II, auf dem die Rapper Capital Bra, Kool Savas, Farid Bang und Olexesh als Gäste auftreten. Während die Single Hubba Bubba auf Platz 43 einstieg, erreichte das Album Position 16. Ende 2018 kündigte Massiv eine EP mit dem „Sound für eure Anti-Depression-Partys“ an. Als Aufhänger nutzte er den Song Milieu von M10 II, dessen Sound er in allen Beiträgen der Mitte Januar veröffentlichten EP Weil ich Bock hatte beibehielt.
Im Februar 2019 gab Massiv die Gründung des Labels Qualität’er Music bekannt. Nach 15 Jahren habe er sich dazu entschlossen, „einen neuen Weg zu gehen“. Neben dem Rapper leiten der Produzent J. S. Kuster und der Manager Asfand Saeed die Plattform. Als ersten Künstler stellten sie den Offenbacher Ramo vor. Nach seiner Debütsingle Sag mir wie erschienen Musikvideos zu den Songs Silberzahn und Nicht registriert. Ende Mai erhielt mit Marlo der zweite Rapper einen Künstlervertrag bei Qualität'er Music. Carlo Colucci wurde als erster Song auf dem Youtube-Kanal des Labels veröffentlicht. Anschließend folgten mit Der Moment und Nie mehr zwei gemeinsamen Stücke mit Ramo. Im Oktober gründete Massiv mit Purple Juice Records ein weiteres Label, das sich auf Trap-Musik mit Autotune konzentriert. IAN104 erhielt als erster Künstler einen Vertrag bei dem Unternehmen.

## Diskografie
Studioalben

| Jahr | Titel Musiklabel                                                 | Höchstplatzierung, Gesamtwochen, AuszeichnungChartplatzierungen (Jahr, Titel, Musiklabel, Platzierungen, Wochen, Auszeichnungen, Anmerkungen, Cover) | Höchstplatzierung, Gesamtwochen, AuszeichnungChartplatzierungen (Jahr, Titel, Musiklabel, Platzierungen, Wochen, Auszeichnungen, Anmerkungen, Cover) | Höchstplatzierung, Gesamtwochen, AuszeichnungChartplatzierungen (Jahr, Titel, Musiklabel, Platzierungen, Wochen, Auszeichnungen, Anmerkungen, Cover) | Anmerkungen                                                            | Cover |
| Jahr | Titel Musiklabel                                                 | DE | AT | CH | Anmerkungen                                                            | Cover |
| ---- | ---------------------------------------------------------------- | --- | --- | --- | ---------------------------------------------------------------------- | ----- |
| 2006 | Blut gegen Blut Horrorkore Entertainment / Sony BMG (Re-Release) | DE55 (3 Wo.)DE | — | — | indiziert seit dem 28. August 2009                                     |       |
| 2008 | Ein Mann ein Wort Sony BMG                                       | DE18 (3 Wo.)DE | AT66 (1 Wo.)AT | CH25 (5 Wo.)CH | Erstveröffentlichung: 1. Februar 2008                                  |       |
| 2009 | Meine Zeit Sony BMG                                              | DE30 (2 Wo.)DE | AT53 (1 Wo.)AT | CH32 (3 Wo.)CH | Erstveröffentlichung: 27. Februar 2009                                 |       |
| 2009 | Der Ghettotraum in Handarbeit Fight4Music                        | DE100 (1 Wo.)DE | — | — | Erstveröffentlichung: 6. November 2009                                 |       |
| 2011 | Blut gegen Blut II Al Massiva                                    | DE22 (2 Wo.)DE | AT42 (1 Wo.)AT | CH32 (2 Wo.)CH | Erstveröffentlichung: 28. Januar 2011 indiziert seit dem 30. Juni 2011 |       |
| 2011 | Eine Kugel reicht nicht Al Massiva                               | DE58 (1 Wo.)DE | AT70 (1 Wo.)AT | CH50 (1 Wo.)CH | Erstveröffentlichung: 28. Oktober 2011                                 |       |
| 2012 | Solange mein Herz schlägt Al Massiva                             | DE18 (2 Wo.)DE | AT43 (1 Wo.)AT | CH22 (2 Wo.)CH | Erstveröffentlichung: 21. September 2012                               |       |
| 2013 | Blut gegen Blut 3 Al Massiva                                     | DE4 (3 Wo.)DE | AT13 (2 Wo.)AT | CH7 (4 Wo.)CH | Erstveröffentlichung: 2. August 2013                                   |       |
| 2014 | M10 Al Massiva                                                   | DE3 (2 Wo.)DE | AT14 (2 Wo.)AT | CH6 (2 Wo.)CH | Erstveröffentlichung: 29. August 2014                                  |       |
| 2015 | Ein Mann ein Wort 2 Al Massiva                                   | DE16 (1 Wo.)DE | AT62 (1 Wo.)AT | CH18 (2 Wo.)CH | Erstveröffentlichung: 26. Juni 2015                                    |       |
| 2016 | Raubtier Al Massiva                                              | DE8 (2 Wo.)DE | AT20 (1 Wo.)AT | CH9 (2 Wo.)CH | Erstveröffentlichung: 20. Juni 2016                                    |       |
| 2017 | BGB X Al Massiva                                                 | DE8 (1 Wo.)DE | AT22 (1 Wo.)AT | CH26 (1 Wo.)CH | Erstveröffentlichung: 11. August 2017                                  |       |
| 2018 | M10 II Al Massiva                                                | DE16 (1 Wo.)DE | AT57 (1 Wo.)AT | CH59 (1 Wo.)CH | Erstveröffentlichung: 14. September 2018                               |       |
| 2020 | Lativ Al Massiva                                                 | DE15 (1 Wo.)DE | AT62 (1 Wo.)AT | — | Erstveröffentlichung: 31. Januar 2020                                  |       |
| 2023 | Turbo Kanacke Al Massiva                                         | — | — | — |                                                                        |       |

## Rezeption

### Kontroversen
Aufgrund seines Wechsels zum Major-Label Sony und seiner hohen Medienpräsenz wird er seitens der Untergrundrapper immer wieder angefeindet. In mehreren „Diss-Tracks“ (Beleidigungssongs) wird Massiv des „Ausverkaufs“ bezichtigt. Der Rapper Abusex, der heute unter dem Pseudonym King Zaza Musik aufnimmt, veröffentlichte den Titel Wahrheit über Massiv und bezichtigt ihn im Rahmen der Neuveröffentlichung des Blut-gegen-Blut-Albums beim Label Sony des „Verrats“ an MC Basstard, dem Gründer von Massivs ehemaligen Label „Horrorkore Entertainment“. In einem Juice-Interview bezeichnete Massiv seinen Abgang von Horrorkore als glatten und sauberen Wechsel. Es gebe kein „böses Blut“ und er habe die Rechte an seinen bisherigen Veröffentlichungen Horrorkore Entertainment überlassen.
Zwischenzeitlich gab es Beef zwischen Massiv und Manuellsen und dem Ruhrpott-Duo Snaga & Pillath, die Massiv 2006 in seinem Track Stellungnahme angriff. Manuellsen und Snaga antworteten mit Massiv hängt. In dem Juice-Interview erklärte Massiv auch diesen Streit als beendet: „Die machen ihr Ding, ich mach mein Ding und das war’s.“ Auf Massivs Album Raubtier trat Manuellsen zudem als Featuregast von Massiv auf.
Neben diesen üblichen Streitereien im deutschen Hip-Hop polarisiert Massiv auch auf Grund seines Auftretens als Palästinenser. Islamistische Tendenzen weist der Rapper allerdings von sich. Der bislang wenig erfolgreiche Untergrund-Rapper Bözemann attackiert Massiv und bezeichnet ihn in einem Video als „Juden“. Dieser vorurteilsbeladene „Angriff“ erreicht im deutschen Hip-Hop eine neue Qualität, da er ausschließlich Massivs Herkunft zum Gegenstand hat und zudem antisemitisch ist. Mittlerweile beschäftigt sich der Verfassungsschutz Baden-Württemberg mit dem kontroversen Rapper albanischer Herkunft.
Johannes Gernert und Daniel Haas berichteten 2008 auf Spiegel Online, das LKA habe Hinweise darauf, dass Massiv bei einem kriminellen arabischen Clan, vom LKA „Großfamilie“ genannt, Schutz und Verbündete gesucht habe. Im Januar 2007 sei auf einen von Massivs Beschützern geschossen worden. Es bestehe „vermutlich“ Verbindung zu einem Clan, in dem auch Bushido verwurzelt sei.
Im August 2009 wurde der Re-Release des Blut-gegen-Blut-Albums indiziert.
Im Januar 2011 sorgte der Videodreh zur Videosingle Massaka-Kokain zusammen mit dem Rapper Haftbefehl in Offenbach für einen Polizeigroßeinsatz. Dabei musste der Dreh unterbrochen werden und die Polizei nahm die Personalien der Anwesenden auf.
In einem (mittlerweile gelöschten) Facebook-Post postete Massiv 2015 ein Bild von „Islamfakten“, in dem die Verschwörungstheorie verbreitet wurde, dass 4000 Israelis dem World Trade Center am Tag der Anschläge ferngeblieben seien, und schrieb darunter „Komisch oder ?“
In einem anderen Facebook-Post circa ein Jahr später teilte er eine Zeichnung, in welcher eine Verbindung zwischen dem IS, Israel und den USA suggeriert wird.
Im April 2020 ließ die Drogeriemarktkette Rossmann Massiv in einem 50-sekündigen Spot als Türsteher auftreten. Entsprechend der Anzahl der Likes spendete die Drogeriemarktkette an United We Stream zur Unterstützung der von der COVID-19-Pandemie hart getroffenen deutschen Clubszene. Die Besetzung mit Massiv sorgte jedoch auch für Kritik.
2021, während des Israel-Gaza-Konflikts, kritisierte Massiv den Schauspieler Elyas M’Barek, der auf seinen Social-Media-Kanälen „Stoppt Antisemitismus“ geschrieben hatte, mit den Worten: „Es macht mich traurig, dass du genau jetzt dich dafür entscheidest, lieber diese Karte zu spielen, anstatt an unserer Seite auf die unterdrückten Menschen hinzuweisen.“ Weiter schrieb er: „Kreischende Fans sind dir wichtiger als weinende Babys.“ M’Barek wies das zurück mit den Worten, es gehe ihm um die Situation in Deutschland, wo auf vielen Demonstrationen antisemitische Parolen gerufen würden; er maße sich nicht an, über den Nahost-Konflikt zu urteilen.

### Angriffe
Am 8. Juni 2007 wurde Massiv bei einem Auftritt in Duisburg von zwei Jugendlichen angegriffen und fiel von der Bühne in das Publikum. Die Angreifer flüchteten daraufhin aus dem Saal und wurden von Massivs Freunden und später auch vom Rapper selbst verfolgt und verprügelt. In einer Stellungnahme nach dem Konzert erklärte Massiv, der Angreifer habe ihn mit einem Schlagring geschlagen, wobei er sich nach seinen Angaben eine Halswirbelverletzung zuzog. Ein Sprecher der Polizei erklärte später, dass der Einsatz von 30 Polizeifahrzeugen notwendig gewesen sei, um die Ausschreitungen beenden zu können. Das Kulturzentrum, das als Auftrittsort diente, wurde beschädigt, sodass ein Schaden von 5000 Euro entstand. Es wurde eine Anzeige wegen Landfriedensbruchs, gefährlicher Körperverletzung (mindestens durch gemeinschaftliches Handeln) und Beteiligung an einer Schlägerei eingeleitet. Die genauen Gründe für die Zwischenfälle sind nicht bekannt. Einige Medien mutmaßten, dass eine Aussage Massivs, in der er abwertend über die Mütter von Menschen aus dem Ruhrgebiet spricht, Grund für die Übergriffe gewesen sei. Dies wurde in der Entschuldigung des Rappers indirekt bestätigt. Am 22. April 2009 wurde Massiv wegen des Übergriffs auf die beiden Jugendlichen wegen gefährlicher Körperverletzung vom Amtsgericht Duisburg zu acht Monaten Haft auf Bewährung und einer Geldstrafe von 1500 Euro verurteilt.
Im Anschluss an eine Auseinandersetzung während eines Konzerts am 2. November 2007 in Biel (Schweiz) wurden mehrere Reifen des Tourbusses aufgeschlitzt und Fenster eingeschlagen. Es wurden unter anderem Steine und Flaschen geworfen. Als Konsequenz mussten alle verfügbaren Kräfte der lokalen Polizei eingreifen.
Am 14. Januar 2008 verübte nach Aussagen von Massiv ein Unbekannter auf offener Straße im Berliner Bezirk Neukölln einen Angriff auf ihn. Der Täter trat maskiert auf den Rapper zu. Es wurden mindestens drei Schüsse abgefeuert. Dabei erlitt der Rapper nach eigenen Angaben einen Durchschuss an der Schulter; die Ermittler hingegen sprechen lediglich von einem „Streifschuss am Oberarm“. In einer ersten Video-Stellungnahme nach dem Attentat bekräftigte Massiv seine Aussage, dass er einen Durchschuss erlitten habe, und behauptete, dass dies von den Krankenhausmitarbeitern bestätigt werden könne. Der Vorfall ereignete sich nach einem Interview bei Aggroradio im Studio des Labels Aggro Berlin um kurz nach 22 Uhr. Der Gesundheitszustand war bereits am darauf folgenden Tag wieder stabil. In der Nacht zum 17. Januar musste Massiv jedoch erneut in eine Klinik eingeliefert werden. Der Grund dafür waren Krämpfe und Fieber sowie die Folgen des starken Blutverlusts. Es war das erste Mal, dass in der Rap-Szene in Deutschland ein Attentat mit einer Schusswaffe verübt wurde. Die Polizei schließt nicht aus, dass es sich bei dem Angriff um eine Inszenierung gehandelt haben könnte, die als Werbung für eine angekündigte CD dienen sollte. Massiv bestreitet den Vorwurf und bezeichnet Äußerungen in diese Richtung als „zynisch, menschenverachtend und pervers“. Der Rapper Joe Rilla nahm unmittelbar nach den Vorfällen das Lied Gangsta Paradies auf, in dem er sich mit Massiv solidarisiert.

### Auszeichnungen
Bei den Lesercharts der Internetseite Laut.de konnte Massiv 2007 Platz 1 in der Kategorie Bester Künstler erreichen. Des Weiteren wurden seine Single Wenn der Mond in mein Ghetto kracht zum besten Song und Blut gegen Blut zum besten Album gekürt. Die Redakteure von Laut.de, die den Künstler eher kritisch betrachten, begründeten den unerwarteten Sieg mit unterstützenden Aufrufen auf der offiziellen Fanpage des Rappers. 2008 erzielte der Rapper in sieben Kategorien den ersten Platz bei der Jahresendumfrage auf rap.de und sein Mixtape FanMixtape Vol.1 wurde bei den Hiphop.de Awards in der Kategorie „Bestes Mixtape national“ prämiert. Für den Bravo Otto in der Kategorie „Super-Rapper“ wurde Massiv 2011 nominiert.

## Audio
- Rapper Massiv – Palästinensisches Filmprojekt „From Ground Zero“, Audio-Version 6.33 Minuten, Gespräch mit Ulrich Biermann, Deutschlandfunk, 3. Januar 2025